# Saint-Germain-le-Gaillard (Eure y Loir)
 Saint-Germain-le-Gaillard  es una población y comuna francesa, en la región de  Centro, departamento de Eure y Loir, en el distrito de Chartres y cantón de Courville-sur-Eure.

## Demografía
| 222 | 193 | 208 | 193 | 212 | 239 |
| Para los censos de 1962 a 1999 la población legal corresponde a la población sin duplicidades (Fuente: INSEE [Consultar]) |     |     |     |     |     |